# Les Cloches de Bâle
Pour les articles homonymes, voir Bâle (homonymie).
Les Cloches de Bâle est un roman de Louis Aragon publié en 1934, et modifié en 1964, car comme le dit l’auteur : « …le roman est demeuré le même, mais les yeux ont changé. Le nouveau lecteur ignore une foule de choses encore vivantes, en marge du texte, il y a trente ans. » Ce roman inaugure, avec ceux qui lui font suite : Les Beaux Quartiers, Les Voyageurs de l'impériale, Aurélien, et Les Communistes, le cycle du Monde réel ; il engage Louis Aragon sur les chemins du réalisme socialiste.

## Résumé
« Cela ne fit rire personne quand Guy appela M. Romanet papa. » Comme souvent la première phrase d’un roman d’Aragon est d’une extrême importance, celle-ci fait sans doute référence à la situation de l’auteur lui-même, fils illégitime d’un haut personnage de la troisième République, Louis Andrieux. Le roman est pourtant surtout l’histoire de trois femmes : Diane l’aristocrate, Catherine la féministe et Clara Zetkin, personnage réel, la militante socialiste allemande.
La famille de Diane, de petite noblesse ruinée, accepte sans trop d’état d’âme les nombreux « fiancés », de plus en plus riches, de la jeune femme ; quant à Catherine Simonidzé, ce sont les chèques, plus ou moins réguliers, de son père, producteur de pétrole à Bakou, qui lui permettent de vivre dans l’oisiveté, tout en essayant de comprendre ces étrangers que sont pour elle les travailleurs, notamment Victor, chauffeur de taxi en grève. Les histoires de Diane, Catherine, Victor sont d'abord développées indépendamment puis se rejoignent et s’entrecroisent jusqu’à Bâle, où se tient en 1912 le Congrès des partis socialistes pour la paix. Là, Brunel, le mari de Diane, usurier déchu reconverti en agent secret, se lie avec Jean Jaurès. En effet tout au long du roman se mêlent personnages réels, hommes politiques, industriels, policiers, syndicalistes de la Troisième République, et personnages imaginaires. Plusieurs événements de l’époque passent en toile de fond : la grève des ouvriers horlogers de Cluses ou celle des chauffeurs de taxi parisiens de 1911-1912, l’enterrement au Père Lachaise des époux Lafargue (Paul militant socialiste et Laura, fille de Karl Marx), les affaires du Maroc ou des Balkans, les crimes de la bande à Bonnot.
La « Belle Époque » ainsi évoquée, où s’entrechoquent parasitisme et mouvement social, marque la fin d’un monde ; mais écrire en 1934 un tel roman n’est-ce pas aussi la prémonition d’un autre drame mondial qui va bientôt commencer ? La « lourde chanson » des cloches de Bâle s’appliquerait ainsi aux deux périodes. « Le carillon de Bâle n’est pas joyeux : c’est une voix d’alarme qui a retenti depuis le Moyen Âge pour annoncer bien des dangers et des guerres … Une voix de désespoir et de panique. »

### Éditions
- Denoël, 1934 (édition originale)
- Livre de poche, 1961, numéro double 59/60.
- Œuvres romanesques croisées d'Elsa Triolet et Aragon, tomes 7-8, Robert Laffont, 1965
- Gallimard, coll. « Folio », 1972
- Louis Aragon, Œuvres romanesques complètes tome I, Gallimard, coll. Bibliothèque de la Pléiade, 1997